# Maricel Soriano
Maricel Soriano (ur. 25 lutego 1965) – filipińska aktorka filmowa.

## Wybrana filmografia
- 1981: Pabling jako Maya
- 1982: Galawgaw jako Olga
- 1994: Separada jako Melissa
- 2002: Mano po jako Vera Go
- 2009: T2 (film) jako Claire
- 2011: Yesterday Today Tomorrow jako Mariel